# هری گیبسون (بازیکن فوتبال اهل انگلستان)
هری گیبسون (انگلیسی: Harry Gibson؛ زادهٔ) بازیکن فوتبال است.
از باشگاه‌هایی که در آن بازی کرده‌است می‌توان به باشگاه فوتبال لیتون اورینت اشاره کرد.